# Circus Flaminius
Circus Flaminius (în română Circul Flaminian, în italiană Circo Flamino) este o esplanadă vastă ce a servit pe post de circ, aflat în sudul Câmpului lui Marte din Roma.